# Piotr Doroszenko
Piotr Doroszenko (ukr. Петро Дорошенко, Petro Doroszenko, zwany Doroszem; ur. w 1627 roku w Czehryniu, zm. 9 listopada?/19 listopada 1698) – hetman kozacki (Ukraina Prawobrzeżna) w latach 1665–1676.

## Życiorys
Był wnukiem Michała Doroszenki, hetmana kozackiego. Przypuszczalnie kształcił się w Kolegium Kijowsko-Mohylańskim. Od 1657 był pułkownikiem pułku pryłuckiego, potem został pułkownikiem pułku czehryńskiego. W czasach Pawła Tetery był generalnym esaułem i pułkownikiem czerkaskim.
Dążył do uniezależnienia Hetmanatu od Rzeczypospolitej i Carstwa Rosyjskiego, opierał się na sojuszu z Imperium Osmańskim i Chanatem Krymskim. Przeciwstawiał się podziałowi Ukrainy Naddnieprzańskiej pomiędzy Rzeczpospolitą a Rosję, dokonanym w rozejmie andruszowskim i chciał zachować jej integralność przez podporządkowanie jako protektorat Imperium Osmańskiemu.
- 1660 – ugoda cudnowska
- 1665 – 28 sierpnia wybrany w obozie pod Bohusławiem na hetmana kozackiego. W dowód wierności Rzeczypospolitej Doroszenko odesłał poprzedniego hetmana Stepana Oparę do Polski
- 1665 październik – razem w 500-osobowym polskim oddziałem z twierdzy w Białej Cerkwi oblega i zdobywa zamek w Bracławiu obsadzony przez Kozaków pod dowództwem Wasyla Drozda
- 1666 marzec – za radą króla Jana Kazimierza Doroszenko zwołuje radę w Łysiance, która formułuje dezyderaty, które mieli przedstawić jej posłowie w senacie Rzeczypospolitej
- 1666 – 10 czerwca dostarcza prowiant polskiej twierdzy w Białej Cerkwi
- 1666 lipiec – wspomaga kozackie powstanie przeciwko Rosjanom na Lewobrzeżu i prosi Tatarów o posiłki
- 1666 lipiec – w związku z rosyjską propozycją zawieszenia broni, król nakazuje Doroszence nie atakować Rosjan
- 1666 październik – Doroszenko oficjalnie zawiera sojusz z Tatarami i wyprawia się na okupowane przez Rosjan Lewobrzeże, które pustoszy
- 1666 – 19 grudnia razem z Tatarami uderzył na dywizję koronną pułkownika Sebastiana Machowskiego rozłożoną na zimowych leżach w Ścianie i Braiłowie.
- 1667 – 30 stycznia podpisano rozejm andruszowski – Rzeczpospolita i Rosja wstrzymały toczące się od 1654 działania wojenne, dokonały podziału Ukrainy Naddnieprzańskiej wzdłuż Dniepru i ustanowiły wspólny protektorat nad Zaporożem – wtedy Doroszenko zwrócił się do sułtana o objęcie protekcją przez Turcję i zerwał ostatecznie z Rzecząpospolitą
- 1667 – Doroszenko rozpoczął oblężenie polskiego zamku w Czehryniu bronionego przez Żebrowskiego, który skapitulował w pierwszej połowie września
- 1667 czerwiec – Doroszenko rozpoczął oblężenie polskiej twierdzy w Białej Cerkwi, jednak jego oddziały poniosły klęskę zadaną mu przez garnizon
- 1667 październik – razem z sułtan kałgą Krym-Girejem uderzył na obóz w Podhajcach, gdzie ponieśli klęskę od wojsk Sobieskiego. W jednym z listów do Marysieńki hetman Sobieski pisał o nim:

... w polu zsiadłszy z konia, przepraszał mię; wyrzekł się wszystkich i tureckich protekcyj i przysiągł ze wszystkim wojskiem być wiernym Króla JMci poddanym.

- 1667 – na skutek ataku kozaków siczowych Iwana Sirki na Krym Tatarzy poprosili Polskę o pokój
- 1667, 19 października – Doroszenko podpisał porozumienie, na podstawie którego jedynym swoim protektorem uznał Rzeczpospolitą
- 1668, styczeń – wysłał poselstwo do Stambułu z ofertą poddania się władzy sułtana
- 1668, wiosna – Doroszenko blokował twierdzę w Białej Cerkwi
- 1668, czerwiec – doprowadził do śmierci hetmana Brzuchowieckiego i stał się jedynym hetmanem kozackim na obu brzegach Dniepru
- 1669 – na radzie w Czehryniu doprowadził do przyjęcia protekcji sułtana nad Ukrainą Prawobrzeżną (stolica w Czehryniu)
  - nadał jako uposażenie miasto Stajki prawosławnemu metropolicie kijowskiemu Tukalskiemu, z którym współpracował
  - lipiec – Michał Chanenko wybrany nowym hetmanem przez część pułków kozackich, z poparciem Rzeczypospolitej i Chanatu Krymskiego
  - sejm koronacyjny (1 października do 12 listopada) – Doroszenko wystosował memoriał o tragicznym stanie Cerkwi prawosławnej z prośbą o przywrócenie ustaleń unii hadziackiej
  - 29 października – pokonanie Chanenki pod Steblowem
  - jesień do wczesnej wiosny 1670 –  ponowna blokada Białej Cerkwi[3]
- 1670 – ugoda ostrogska – pomimo swej porażki hetmanem kozackim oficjalnie został mianowany przez króla Chanenko, a nie Doroszenko
- 1671 – bitwa pod Bracławiem – oddziały Doroszenki rozbite przez Sobieskiego
- 1672 – przyjął zbuntowane w tzw. „buncie Lipków” chorągwie tatarskie, które wyprowadzono z wojska koronnego
  - pod Czetwerynówką jego oddziały kozackie rozbite przez Polaków i Kozaków Chanenki
  - brał udział w oblężeniu Kamieńca Podolskiego razem z wojskiem tureckim
  - traktat w Buczaczu – Rzeczpospolita zrzekała się Ukrainy prawobrzeżnej, nad którą sułtan potwierdził ponownie władzę Doroszenki jako hetmana kozackiego. Ukraina prawobrzeżna stała się krajem wasalnym Imperium Osmańskiego, jednak na obszarze mniejszym niż Kozacy pierwotnie oczekiwali
- 1674, styczeń-luty – inwazja wojsk rosyjskich i Kozaków lewobrzeżnych, zajęcie niemal bez oporu całego Prawobrzeża (poza Czehryniem i Pawołoczą) po czym wycofanie się za Dniepr pod naporem Tatarów
- 1674, marzec – zjazd w Perejasławiu pułkowników kozackich z obydwu brzegów Dniepru, uznanie Iwana Samojłowicza za hetmana całej Ukrainy. Wobec utraty poparcia pułków kozackich władza Doroszenki opierała się już tylko na najemnej piechocie, tzw. serdeniatach
- 1674, czerwiec-lipiec – ponowne ofensywy rosyjskie na Prawobrzeże, rozbicie wojsk Doroszenki pod Śmiałą, oblężenie Czehrynia
- 1674, sierpień-wrzesień – inwazja wojsk tureckich na Ukrainę pod wodzą sułtana i wezyra (zdobycie i spalenie m.in. Ładyżyna i Humania, odblokowanie Czehrynia). Ponowne potwierdzenie władzy Doroszenki, jednak z mniejszym zakresem jego władzy (pozostawienie paszów tureckich w miastach ukraińskich)
- 1674, listopad-grudzień – udana ofensywa wojsk Jana III Sobieskiego na Ukrainie. Do marca 1675 roku władza Doroszenki została ograniczona tylko do Czehrynia, Bohusławia i Korsunia[4]
- 1676, sierpień – oblężony ponownie przez wojska rosyjsko-kozackie w Czehryniu, opuszczony przez wojskowych i Tatarów, oraz przez ludność, która od 1672 roku masowo emigrowała na Lewobrzeże, ostatecznie skapitulował
  - został zmuszony do przyjęcia protektoratu Moskwy.

W latach 1679–1682 pełnił funkcję wojewody carskiego w Wiatce.
Zmarł 9 listopada?/19 listopada 1698 w Jaropołczu koło Moskwy, gdzie został pochowany.

## Ocena postaci
Znawca postaci hetmana Piotra Doroszenki, Jan Perdenia pisał o nim: 
"Był patriotą Ukrainy Kozackiej. Od chwili gdy został wybrany hetmanem (...) dążył do odzyskania niezależności i zjednoczenia Ukrainy z zachodnimi ziemiami ruskimi włącznie. (...) O wyznaczone sobie cele walczył do końca, nie licząc się z ponoszonymi przez naród stratami. Wszystkie nieszczęścia ludności, które miały być ofiarą na ołtarzu niepodległości Ukrainy, służyły też zaspokojeniu jego ambicji." 
A także: 
"Współcześni, których zbyt drogo kosztowało hetmaństwo Doroszenki i protektorat turecki, nie docenili jego zamiarów. W wyniku walk i przemarszów obcych wojsk kraj został zrujnowany, a znaczna część ludności wyginęła lub została uprowadzona w jasyr. Sam Doroszenko oporne osiedla przeznaczał na jasyr i obojętnie patrzył na tłumy ludzi pędzonych przez Czehryń w tatarskich łykach na Krym."
Z kolei Franciszek Rawita-Gawroński scharakteryzował go w sposób następujący:
Doroszenko, który przez długie lata wichrzył bez skutku i bez pożytku, walcząc przeciwko Rzptej sam lub wspólnie z Turcyą, jako jej wasal, doszedł nareszcie do kresu obłudy i bezmyślności politycznej. W tym dziwnym wirze swego życia przekonał się niewątpliwie, że poddanie się Turcyi jest ruiną kraju i ludzi. Rzptej starym kozackim zwyczajem nie ufał — była zbyt arystokratyczną, zbyt szlachecką, zbyt kulturalną dla niego, a przytem dzieliła go od niej religia; Turcya całym swoim ustrojem państwowym, gospodarstwem baszów i religią odpychała go od siebie. Pozostawała zatem Moskwa, w której ramiona przerzucił się.